# Das Niveau
Das Niveau ist ein Comedy-Folk-Projekt aus Berlin.

## Geschichte
Das Niveau wurde Ende 2008 gegründet, als sich der Schriftsteller Martin Spieß und Sören Vogelsang auf einem Festival kennenlernten. Vogelsang ist Theaterschauspieler und war als Musiker zuvor als Mitglied der Band Adivarius sowie als Solokünstler in Erscheinung getreten.
2010 erschien das erste Album mit dem Titel Lose Album in Eigenproduktion. Im folgenden Jahr folgte das ebenfalls selbstproduzierte Nachfolgewerk Volle Album. 2012 erschien das Livealbum Woniniwowa bei dem Label Rodeostar. Es wurde während einer Tour als Vorband von Saltatio Mortis aufgenommen.
2011 bis 2014 trat Das Niveau regelmäßig beim Mittelalterlich Phantasie Spectaculum auf. Nebenher verfolgten die beiden Musiker auch Soloprojekte.
Ende August 2015 verließ Martin Spieß Das Niveau. Das letzte gemeinsame Konzert fand am 29. August 2015 auf dem Feuertal Festival in Wuppertal statt. Vogelsang war seitdem auf der Suche nach einem Partner, um Das Niveau weiterzuführen.
Im März 2019 hat Sören Vogelsang den Relaunch des Projektes angekündigt, ohne jedoch seinen neuen Partner zu benennen. Die Band spiele ihre ersten Konzerte "in neuer Besetzung" als Support von Saltatio Mortis in der IN CASTELLIS Tour 2019, so Vogelsang. Bei dem ersten Konzert im Schloss Oranienburg am 16. August 2019 stellte sich heraus, dass es keinen neuen Partner gibt, sondern dass Vogelsang und Spieß wieder zusammen gefunden haben. In der Folge wurden neue Live- und Studioaktivitäten für das Jahr 2020 angekündigt. Nach Auftritten im Jahr 2022 und 2024 gab Martin Spieß seinen endgültigen Ausstieg aus dem Projekt bekannt. Ob Das Niveau in neuer Besetzung weiter besteht, ist derzeit (Stand: Oktober 2024) unklar.

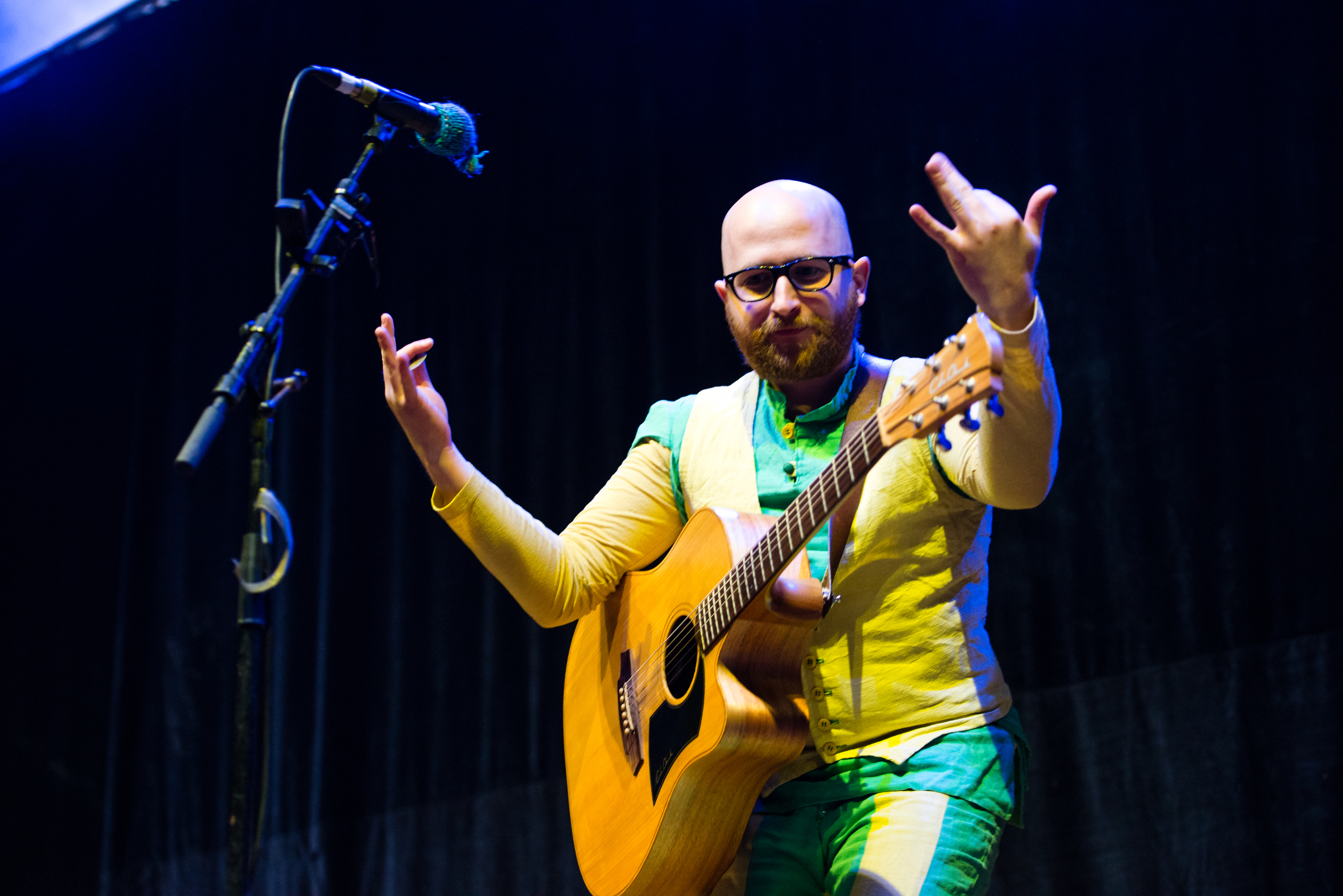
Das Niveau am 5. April 2014 beim „Mittelalterlich Phantasie Spectaculum“ in Dortmund
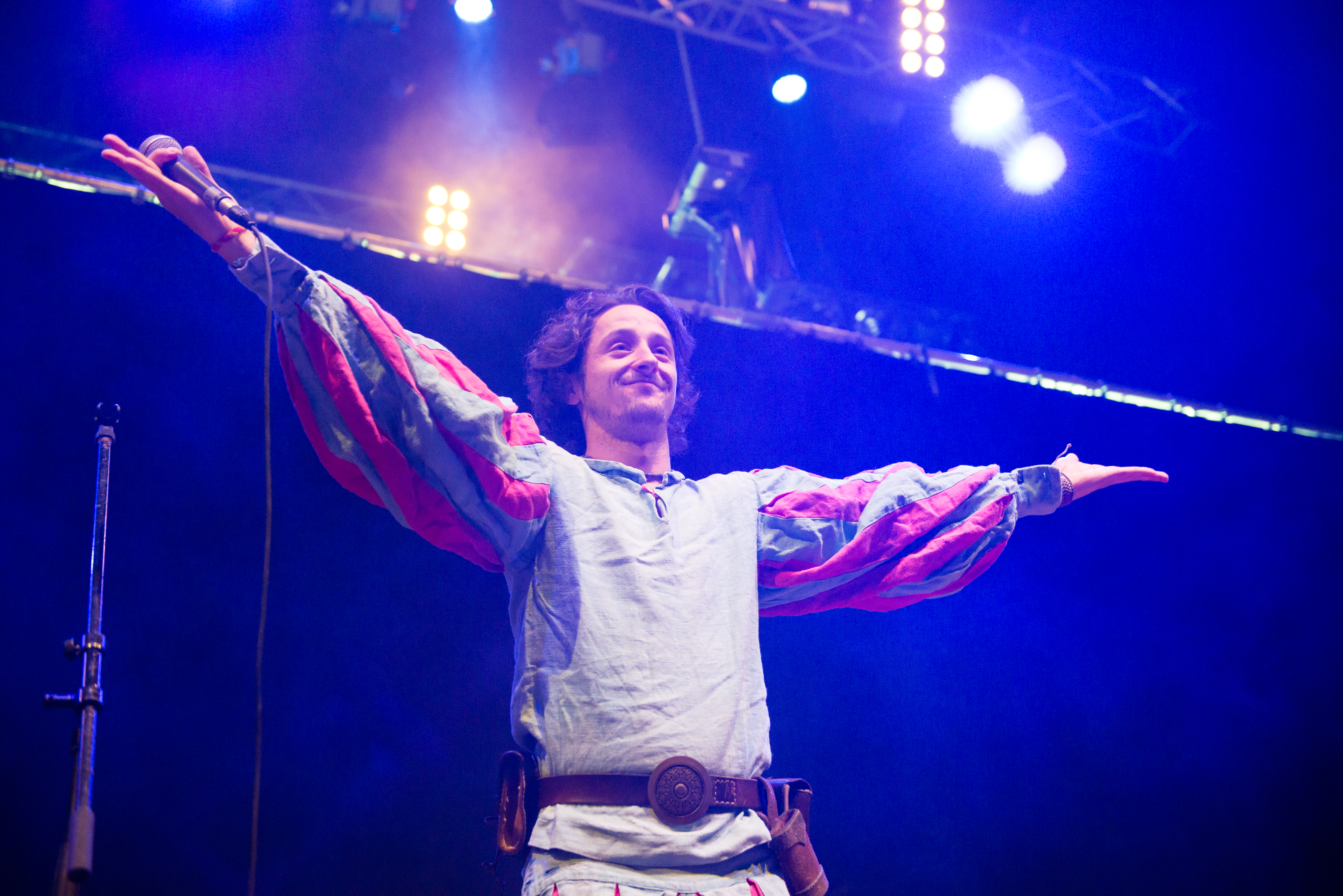
Das Niveau am 5. April 2014 beim „Mittelalterlich Phantasie Spectaculum“ in Dortmund
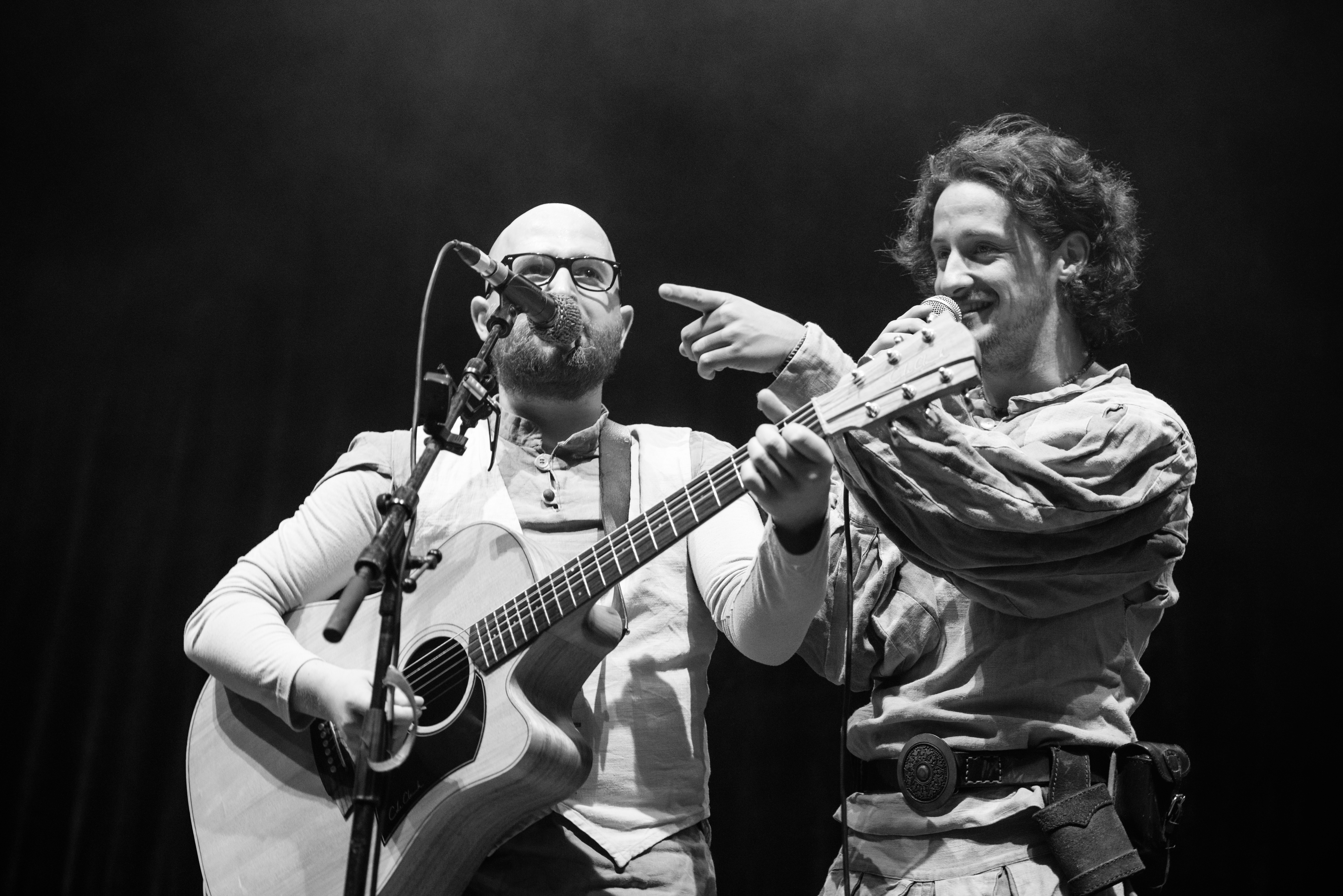
Das Niveau am 5. April 2014 beim „Mittelalterlich Phantasie Spectaculum“ in Dortmund

## Stil
Die Texte des Duos beinhalten oftmals Themen aus den Bereichen Mittelalter und Fantasy, jedoch auch moderne Aspekte wie Urheberrecht oder den Schauspieler Sylvester Stallone., Musikalisch wird ähnlich wie bei Liedermachern weitgehend auf elektronische Verstärkung verzichtet. Wichtigstes Instrument ist die Gitarre auf den Studioalben werden aber auch Klavier und zahlreiche weitere Instrumente eingesetzt. Zusätzlich zur Gitarre wird auch ein Kazoo genutzt.
In der Zeitschrift Zillo Medieval hieß es, die Konzerte lebten von „Unkerei und dem lockeren, oft auch derbem Umgang mit dem Publikum“.

## Diskografie
- 2010: Lose Album, Selbstveröffentlichung
- 2011: Volle Album, Selbstveröffentlichung
- 2012: Woniniwowa (Live-Album), Rodeostar
- 2013: Rockt!, Pretty Noice Records
- 2014: Reste von Morgen (Live Doppelalbum), Pretty Noice Records
- 2014: Niveauisationen I (Live-Album), Pretty Noice Records